# Fiume (incrociatore)
Il Fiume fu un incrociatore pesante della Regia Marina italiana. Con altre tre navi gemelle (Zara, Pola e Gorizia) faceva parte della classe Zara, sviluppata negli anni 1930.

## Storia
Costruito nello Stabilimento Tecnico Triestino di Trieste, entrò in servizio alla fine del 1931. All'inizio del secondo conflitto mondiale era inquadrato nella 1ª divisione incrociatori della 1ª squadra di base a Taranto ed era dotato degli idrovolanti IMAM Ro.43.
Nel corso della battaglia di Capo Matapan, il 28 marzo 1941, il comandante si offrì assieme ad alcune altre unità della I Divisione di andare a soccorrere il gemello Pola, immobilizzato da un aerosilurante britannico. Le navi italiane furono però individuate dalle corazzate britanniche Barham, Valiant e Warspite, che aprirono il fuoco contro le ignare unità della 1ª divisione. Il Fiume, illuminato per primo dal proiettore del cacciatorpediniere Greyhound, fu devastato da due salve da 381mm e dal peso di circa una tonnellata; incendiato, sbandò sul lato di dritta sino a che capovoltosi, affondò. Tra le unità perse nella battaglia, fu quella che ebbe le perdite maggiori fra l'equipaggio: 813 morti su 1104 uomini a bordo, fra cui il comandante, c.v. Giorgio Giorgis, che fu decorato con la medaglia d'oro al valor militare. Invece riuscì a salvarsi il comandante in seconda (CF Luigi Guida), quale prigioniero.

### L'ultimo messaggio del marinaio Chirico
Il 10 agosto 1952, su una spiaggia nei pressi di Cagliari, venne rinvenuta una bottiglia molto incrostata, ma ben sigillata con della cera che, al suo interno, celava, scritto su un pezzo di tela strappato da una copertura di mitragliera, il seguente messaggio:
Dopo accurate ricerche si trovò il nominativo del marinaio tra quelli dei dispersi dell'incrociatore Fiume, coinvolto nella battaglia navale di Gaudo e Capo Matapan (di 11 anni prima), dove trovarono la morte 2.331 marinai italiani: 782 sullo Zara, 813 sul Fiume, 328 sul Pola, 211 dell'Alfieri, 169 del Carducci e 28 di altre unità navali.
Il caso fece molto scalpore e fu ampiamente trattato dalla stampa italiana, la madre venne informata e suo figlio fu insignito della medaglia di bronzo al valor militare alla memoria con la seguente motivazione:

## Nome
Il nome deriva dalla città di Fiume, così il motto Sic indeficienter virtus ("Così il valore inesauribile") deriva dal motto Indeficienter presente dal 1659 sullo stemma della città.

## Galleria d'immagini

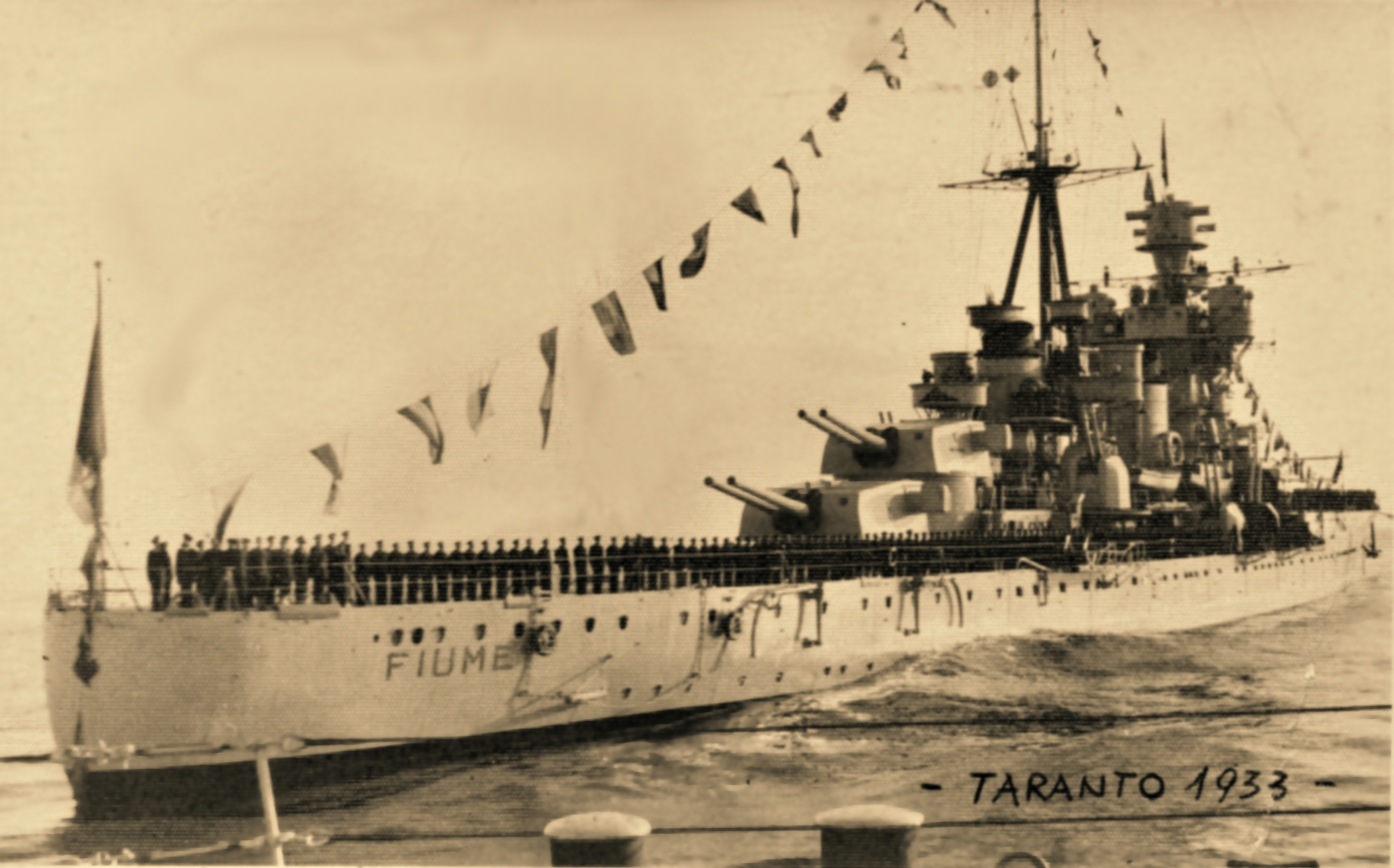
La nave a Taranto (1933)
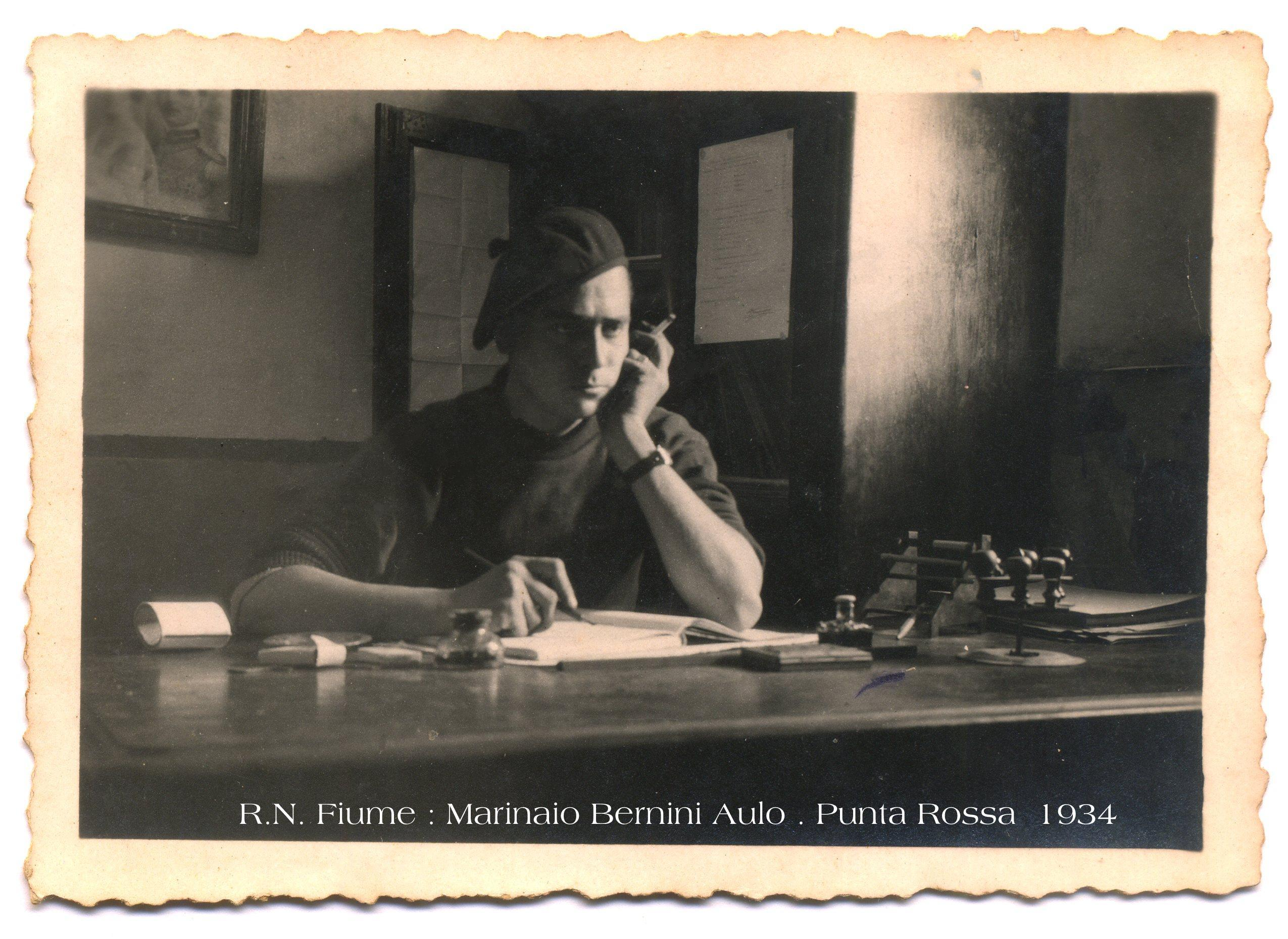
Il fotografo di bordo, Bernini, sulla nave a Punta Rossa (1934)
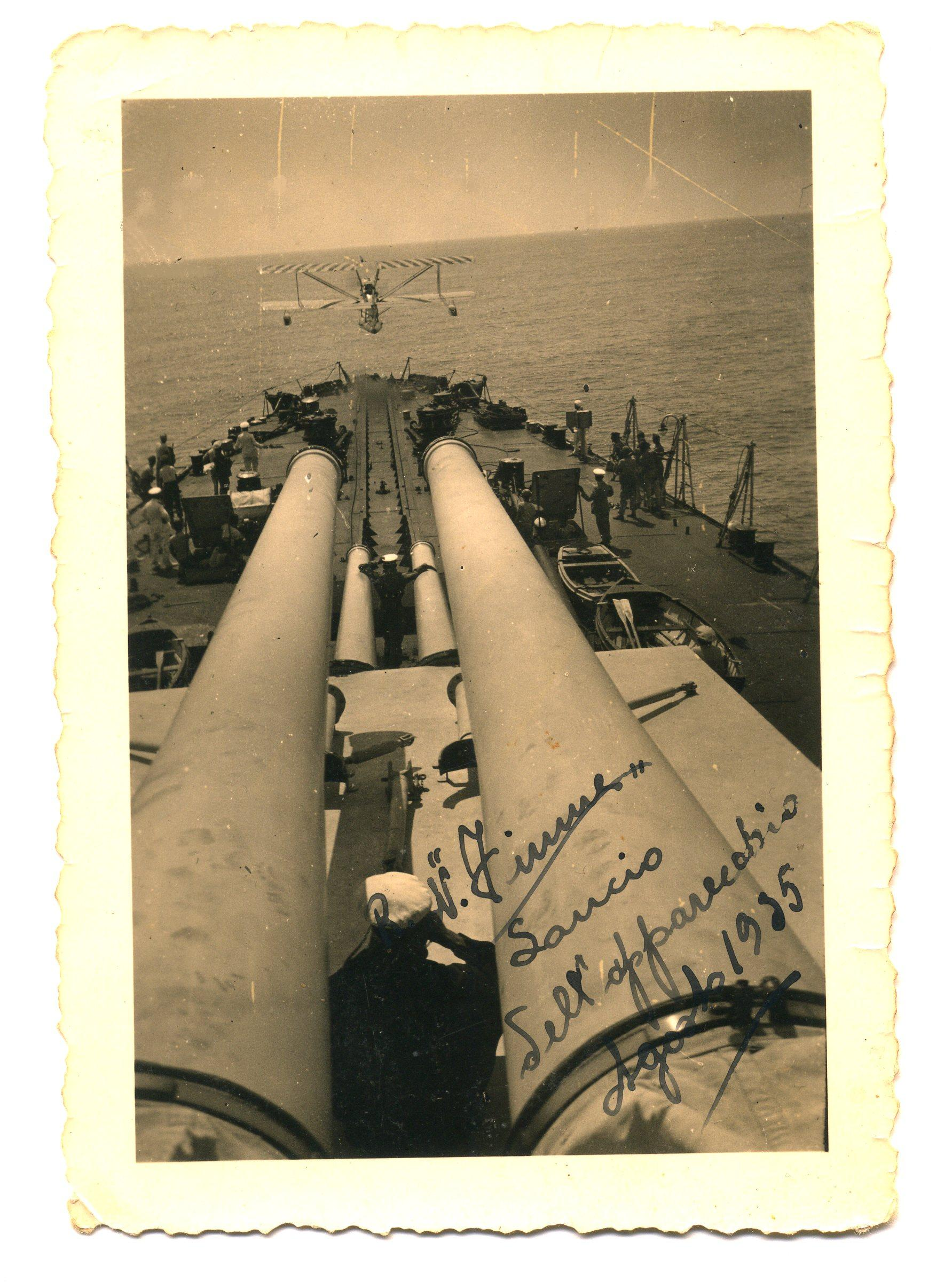
Il lancio di un idrovolante da bordo (1935)
Messaggio in bottiglia del marinaio Francesco Chirico, ritrovato 11 anni dopo la battaglia di Capo Matapan, saranno le sue ultime notizie